# Footjob

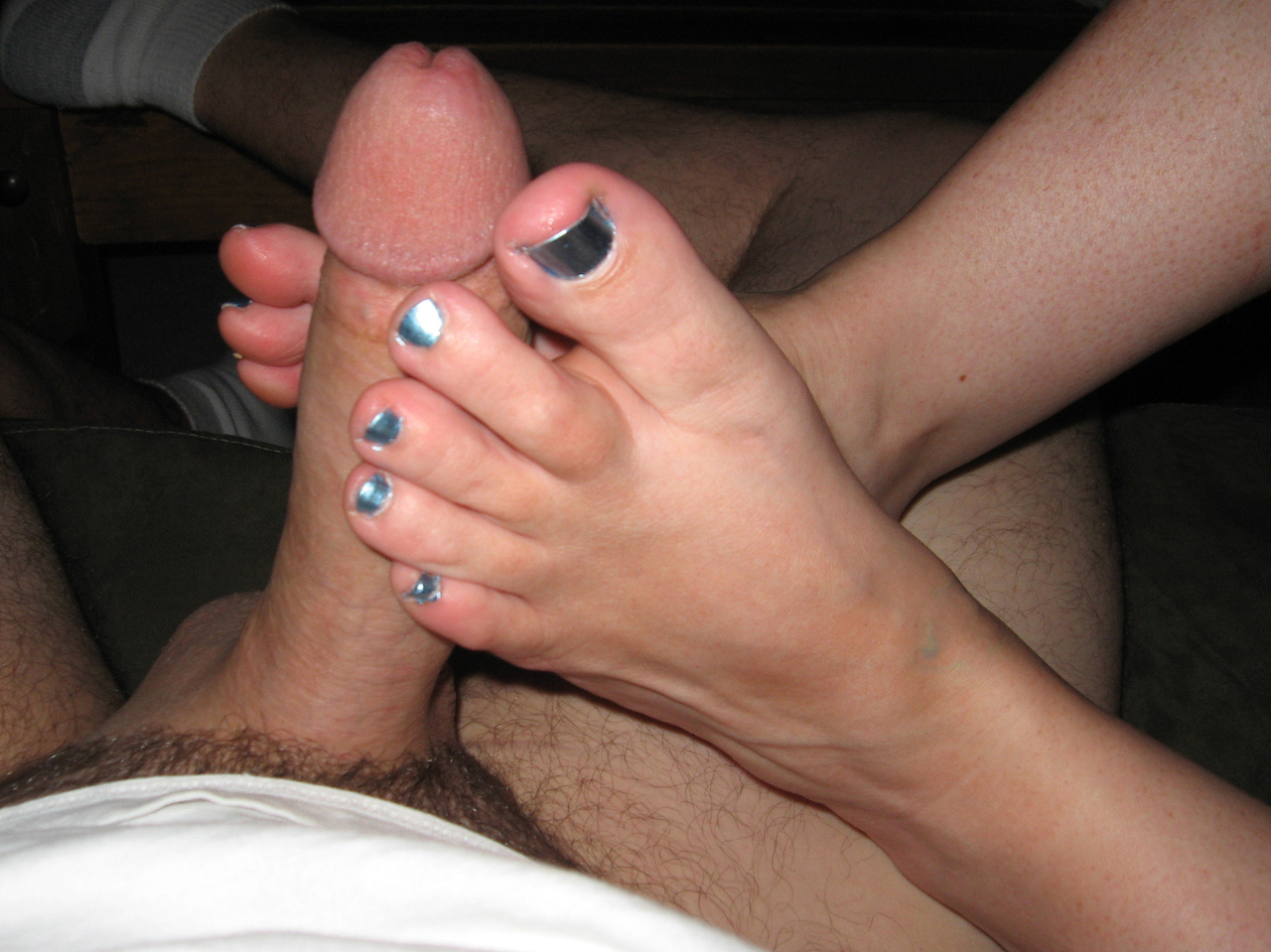
Een footjob

Een footjob is een seksuele handeling waarbij een persoon een penis stimuleert dan wel aftrekt met zijn of haar voeten. De handeling behoort tot het voetfetisjisme. In pornografische foto's en video's van deze handeling vindt vaak ook orale en vaginale seks plaats maar het moment waarop de man ejaculeert over de blote voeten en tenen van partner staat meestal centraal.
In de door Walerian Borowczyk geregisseerde film La Bête (1975) is op een gegeven moment een footjob te zien.